# Eduard Raehlmann
Eduard Raehlmann (Ibbenbüren, 19 de marzo de 1848-Weimar, 1 de noviembre de 1917) fue un médico alemán.

## Biografía
Fue doctor en medicina, privatdozent de oftalmología de la Universidad de Estrasburgo de 1875 al 1879 y, desde ese año hasta 1900, profesor de la Universidad de Dorpat (actual Tartu, Estonia). Coeditó la Zeitschrift für Angeheilkunde, escribió Ueber relativen und absoluten Mangel des Farbensinnes (Berlín, 1899) y Ueber Farbensehen und Malerei (Múnich, 1900), entre otros trabajos. Además, publicó con asiduidad en diversas revistas científicas.
En la Zeitschrift für Psychologie und Physiologie der Sinnesorgane de 1891 trató el «desarrollo de las percepciones visuales en los niños y ciegos operados». Raehlmann sostenía la llamada teoría genética o empírica de la visión. Resumió las investigaciones realizadas con Ludwig Witkowski sobre la visión en los niños afirmando que durante la primera época, que empieza en la quinta semana, el niño puede fijar los objetos que impresionan la mácula lútea, pero no los que se proyectan sobre la periferia por la falta de hábito de acomodación, lo cual no ocurre en la segunda época, que empieza en el quinto mes, pues desde entonces, por movimiento adecuados, las impresiones periféricas son llevadas a la mácula. Para confirmar estas hipótesis, utilizó sus experiencias con dos jóvenes ciegos de nacimiento recién operados, por su paralelismo con el desarrollo de la percepción visual en niños.